# War & Peace - Vol. 2 (The Peace Disc)
War & Peace - Vol. 2 (The Peace Disc) è il sesto album in studio del rapper statunitense Ice Cube, pubblicato il 21 marzo 2000 dalla Priority Records.

## Tracce
1. Hello (feat. Dr. Dre & MC Ren) – 3:52 (O'Shea Jackson, Andrew Young, Lorenzo Patterson)
2. Pimp Homeo (Insert) – 0:35
3. You Ain't Gotta Lie (Ta Kick It) (feat. Chris Rock) – 4:06 (O'Shea Jackson, Chucky Thompson, Rich Nice, Loren Hill)
4. The Gutter Shit (feat. Jayo Felony, Gangsta & Squeak Ru) – 4:29 (O'Shea Jackson, Terry Gray, Terrell Anderson, Marcus Moore)
5. Supreme Hustle – 4:22 (O'Shea Jackson, Chucky Thompson, Rich Nice, Loren Hill, Woody Cunningham)
6. Mental Warfare (Insert) – 1:01
7. 24 More Hours – 3:27 (O'Shea Jackson, Kevin Gilliam)
8. Until We Rich (feat. Krayzie Bone) – 4:14 (O'Shea Jackson, Chucky Thompson, Rich Nice, Loren Hill, Anthony Henderson, La Forrest Cope)
9. You Can Do It (feat. Mack 10 & Ms. Toi) – 4:19 (O'Shea Jackson, Dedrick Rolison, Donald Saunders, Arthur Baker, Afrika Bambaataa, John Robie, R. Allen, John Miller, Ellis Williams)
10. Mackin' & Driving (Insert) – 0:27
11. Gotta Be Insanity – 4:00 (O'Shea Jackson, Sean Combs, Larry Blackmon, Anthony Lockett)
12. Roll All Day – 3:15 (O'Shea Jackson, Donald Saunders)
13. Can You Bounce? – 3:53 (O'Shea Jackson, Richard Frierson)
14. Dinner with the CEO (Insert) – 0:49
15. Record Company Pimpin' – 4:46 (O'Shea Jackson, T. Gray, Tyrone Crum, Keith Harrison, Robert Neal, Roger Parker, Clarence Satchell, Ralph Aikens, Erick Sermon, Parrish Smith)
16. Waitin' Ta Hate – 3:38 (O'Shea Jackson, George Clinton Jr., Walter Morrison, William Nichols, Erick Sermon, Garry Shider, Parrish Smith, Allen Williams)
17. Nigga of the Century – 4:14 (O'Shea Jackson, Charly Charles)

Traccia bonus nell'edizione europea
1. You Can Do It (Instrumental) – 4:20

## Formazione
Musicisti
- Ice Cube – voce
- Dr. Dre, MC Ren – voci aggiuntive (traccia 1)
- Mike Eilzondo – basso (traccia 1)
- Chris "Glove" Taylor, Tommy Costner, Jr. – tastiera (traccia 1)
- Traci Nelson – cori (traccia 1)
- Chris Rock – voce aggiuntiva (traccia 3)
- Jayo Felony, Gangsta, Squeak Ru – voci aggiuntive (traccia 4)
- Krayzie Bone – voce aggiuntiva (traccia 8)
- Ms. Toi – cori (traccia 9)
- DJ Joe Rodriguez – scratch (traccia 9)
- One Eye – voce aggiuntiva (traccia 16)
- Ralphie Boy – pianoforte (traccia 17)
- Pain In Da Ass – voce aggiuntiva (traccia 17)

Produzione
- Ice Cube – produzione esecutiva, produzione (traccia 4)
- Dr. Dre – produzione (traccia 1), missaggio (traccia 1)
- Mel-Man – co-produzione (traccia 1)
- Richard "Segal" Huredia – registrazione e ingegneria (traccia 1)
- Tom Gordon, Jim McCrone – assistenza tecnica (traccia 1)
- Carl "Chucky" Thompson, Rich Nice, Loren Hill – produzione (tracce 3, 5 e 8)
- T-Bone – produzione (traccia 4)
- Battlecat – produzione (traccia 7)
- Kevin Vendy – produzione (traccia 8)
- One Eye – produzione (tracce 9, 12 e 16)
- Sean "Puffy" Combs – produzione (traccia 11)
- Mario Winans – co-produzione (traccia 11)
- Richard "Young Lord" Frierson – produzione (traccia 13)
- Bud'da – produzione (traccia 15)
- DJ Joe Rodriguez – produzione (traccia 16)
- Claude Achille – ingegneria e missaggio (traccia 16)
- Charly "Shuga Bear" Charles – produzione (traccia 17)
- Brian "Big Bass" Gardner – mastering

## Classifiche

### Classifiche settimanali
| Classifica (2000) | Posizione massima |
| ----------------- | ----------------- |
| Australia         | 24                |
| Canada            | 7                 |
| Germania          | 29                |
| Paesi Bassi       | 42                |
| Regno Unito       | 56                |
| Stati Uniti       | 3                 |

### Classifiche di fine anno
| Classifica (2000) | Posizione |
| ----------------- | --------- |
| Stati Uniti       | 99        |